# Шент Юрій (Гросуплє)
Шент Юрій (словен. Šent Jurij, часто скорочено Št. Jurij) — поселення в общині Гросуплє, Осреднєсловенський регіон, Словенія. Висота над рівнем моря: 342,2 м.